# Xã Posey, Quận Rush, Indiana
Xã Posey (tiếng Anh: Posey Township) là một xã thuộc quận Rush, tiểu bang Indiana, Hoa Kỳ. Năm 2010, dân số của xã này là 1.083 người.